# Buzogány Áron
Újszékhelyi Buzogány Áron (Hosszúaszó, 1834. május 1. – Budapest, 1888. február 25.) miniszteri tanácsos.

## Élete
Ősnemes székely családból származott, apja Buzogány József kisbirtokos volt. Torockón az unitáriusok gimnáziumában tanult. 1848-ban apja a szabadságharc áldozatáúl esett, majd annak kevés vagyona felprédáltatása után Áron 1850-ben Kolozsvárra ment és ott nevelősködés mellett folytatta tanulmányait. 1855-ben végezte el a főgimnáziumot és köztanító lett a kolozsvári unitárius kollégiumban. 1857-ben külföldre ment és két évet töltött a göttingeni, berlini, heidelbergi, párizsi és londoni egyetemeken. A szünidők alatt beutazta Hollandiát, Belgiumot és Svájcot. 1859 végén tért vissza hazájába és a kolozsvári unitárius főgimnáziumhoz a történelem, földrajz és magyar irodalom rendes tanárnak választották meg. 1868-ban a vallás- és közoktatásügyi miniszteriumhoz titkárrá, később osztálytanácsossá nevezték ki. A székely művelődési és közgazdasági egyletnek ő volt egyik megalapítója és hat éven át titkára.

## Munkái
- Zsinati beszéd. Kolozsvár, 1865.
- A föld egyes népeinek és országainak ismertetése. Uo. 1867. (2. kiadás. Brassai Sámuel Természeti földiratának II. része. 3. kiadás. Uo. 1878.)

Még diák korában sok paedagogiai cikket írt a Pesti Naplóba; a Néptanítók Lapjának éveken át munkatársa és egyik főrovatának szerkesztője volt; a Nemzeti Nőnevelésbe is írt nevelési czikkeket. A Kolozsvári Közlönynek a pesti Korunknak munkatársa volt és leginkább tárcákat, könyvismertetéseket és közművelődési cikkeket írt. A Keresztény Magvetőnek rendes munkatársa volt keletkezésétől (1861) haláláig.
Szerkesztette az unitáriusok folyóiratát, a Keresztény Magvetőt 1867–68-ban Kolozsvárt és a Székely Művelődési és Közgazdasági Egylet Évkönyvének hat évfolyamát (1876–81-re.)